# سياسة الانفتاح
سياسة الانفتاح هي سياسة تبنتها السلطات المصرية إبان حكم الرئيس محمد أنور السادات بعد حرب أكتوبر، وتم بموجب تلك السياسة تغيير التوجه المالي للدولة من الاشتراكية إلى الرأسمالية والاقتصاد الحر. ارتبطت تلك الفترة في مصر بنمو رؤوس الأموال الصغيرة التي كانت موجودة في ظل النظام الاشتراكي وتحولها لرؤوس أموال كبيرة وظهور طبقة ثرية في مصر كانت قد اختفت فيما قبل عام 1952. نتيجة لبدء ازدهار النظام الرأسمالي في مصر غيرت العديد من المحلات التجارية نشاطها وظهرت بمصر مراكز التسوق الخاصة والعديد من الأنشطة الاقتصادية التي كان يحظرها النظام الاشتراكي.

## سياسياً
اقترنت تلك الفترة سياسيًا بالاتجاه إلى أوروبا والولايات المتحدة الأمريكية كشريك رئيسي لمصر والاتجاه إلى إضعاف العلاقات مع الاتحاد السوفيتي والقوى الاشتراكية الأخرى. خلال تلك المرحلة انتقلت البلاد مرة أخرى إلى التعددية الحزبية التي كانت قد اختفت بعد 1952 ويرى الكثيرون بأن تلك التعددية ما هي إلا تعددية شكلية حيث أن الأحزاب لا تزال ضعيفة واهية وأن البلاد كانت لتزال خاضعة لنظام الحزب الواحد بسبب هيمنة الحزب الوطني الديموقراطي على الحكم.
اقترنت تلك المرحلة أيضا ببدء نمو النفوذ السياسي للجماعات الإسلامية في مصر على حساب التيار الاشتراكي خاصة بعد الإفراج عن الجماعات الإسلامية.
ضعفت العلاقات المصرية الإيرانية خلال تلك الفترة بصورة ملحوظة بسبب استقبال مصر لمحمد رضا بهلوي شاه إيران بعد قيام الثورة الإسلامية الإيرانية وما لبث أن قطعت العلاقات تماما بعد اغتيال محمد أنور السادات.